# وانیا درکوشیچ
وانیا درکوشیچ (انگلیسی: Vanja Drkušić؛ زادهٔ ۳۰ اکتبر ۱۹۹۹) بازیکن فوتبال اهل اسلوونی است.
وی همچنین در تیم‌های ملی فوتبال زیر ۲۱ سال اسلوونی و اسلوونی بازی کرده‌است.